# میندسنت‌کالا
میندسنت‌کالا (به مجاری:  Mindszentkálla) یک شهرداری در مجارستان است که در ناحیه تاپولتسا واقع شده‌است. میندسِنت‌کالا ۱۰٫۸۴ کیلومتر مربع مساحت و ۳۲۷ نفر جمعیت دارد.